# Língua soto do norte

A distribuição da língua sepedi no mapa da África do Sul

A língua soto do norte, sepedi ou pedi (em soto do norte: Sesotho sa Leboa) é uma das línguas do grupo soto-tsuana, pertencentes à família nigero-congolesa das línguas bantu e falada principalmente no nordeste da África do Sul. O soto do norte é uma das onze línguas oficiais da África do Sul.
O sepedi é o dialeto padronizado e regulado da língua; o nome dessa variante estandarizada é cada vez mais empregado para se referir a toda a língua, de modo a evitar confusão com a outra língua também costumeiramente chamada de soto (o soto do sul, ou sesoto)
As outras duas línguas principais deste grupo são o soto do sul, uma das línguas oficiais do Lesoto, e o tsuana, a principal língua africana do Botsuana.

## Falantes
O soto do norte, em todas as suas variantes, é falado por cerca de 4,2 milhões de pessoas nas províncias Sul africanas de Gauteng, Limpopo e Mepumalanga.
Durante o regime do apartheid, o governo sul-africano criou um bantustão denominado Lebowa para confinar essa população.

## Escrita
O sepedi usa o Alfabeto latino com todas suas letras, porém sem o V. Tem ainda letras com Diacríticos como "Ê", "Ô", Š e os conjuntos KG, KH, MPŠ, MY, NG, NY, PH, TH, TL, TLH, TS, TSH, TŠ, TŠH.

## Amostra de Texto
Em sepedi:
Batho ka moka ba belegwe ba lokologile le gona ba na le seriti sa go lekana le ditokelo. Ba filwe monagano le letswalo mme ba swanetše go swarana ka moya wa bana ba mpa.
Em português:
Todos os seres humanos nascem livres e iguais em dignidade e direitos. São providos de razão e consciência e devem agir uns em relação aos outros num espírito de fraternidade.
(Artigo 1 da Declaração Universal dos Direitos Humanos)

## Nota
1. ↑  «Sepedi - definition of Sepedi in English - Oxford Dictionaries». Oxford Dictionaries - English. Consultado em 6 de novembro de 2016
2. ↑  – Omniglot – escrita Sesotho